# المصريون في إسرائيل
المصريون في إسرائيل هم مجموعة من الأفراد من أصل مصري يعيشون داخل حدود إسرائيل، ويشملون أولئك الذين هاجروا لأغراض العمل، أو أقاموا بشكل دائم، أو حصلوا على الجنسية الإسرائيلية، غالبًا من خلال الزواج من مواطنين إسرائيليين. تاريخ هذه الجالية يعكس تعقيدات العلاقات المصرية-الإسرائيلية، التي تطورت من حالة الحرب إلى السلام البارد بعد توقيع معاهدة السلام عام 1979. على الرغم من صغر حجم هذه الجالية مقارنة بمجموعات مهاجرة أخرى في إسرائيل، إلا أن وجودها يسلط الضوء على ديناميكيات الهجرة، الهوية، والاندماج في سياق سياسي واجتماعي معقد.

## التاريخ
بدأ تواجد المصريين في إسرائيل بشكل ملحوظ في أواخر الستينيات، عندما سافر بعض المصريين إلى إسرائيل بحثًا عن فرص عمل. خلال هذه الفترة، كانت العلاقات بين البلدين متوترة بسبب الحروب العربية-الإسرائيلية، وخاصة حرب أكتوبر 1973. بعد توقيع معاهدة السلام عام 1979، أصبح من الممكن للمصريين زيارة إسرائيل، مما فتح الباب أمام حركة محدودة للأفراد. بعض هؤلاء العمال استقروا في إسرائيل بعد الزواج من نساء إسرائيليات، سواء من اليهود أو من العرب الإسرائيليين (المعروفين بـ"عرب 48"). هؤلاء شكلوا نواة الجالية المصرية الدائمة.
مع مرور الوقت، أدت العلاقات السياحية والتجارية بين البلدين إلى زيادة التواصل البيني. المصريون الذين عملوا في قطاع السياحة، مثل الفنادق في سيناء، تعرفوا على إسرائيليين، وفي بعض الحالات تزوجوا وانتقلوا للعيش في إسرائيل. ومع ذلك، ظلت هذه الهجرة محدودة بسبب القيود الحكومية المصرية والنظرة الاجتماعية السلبية تجاه العلاقات مع إسرائيل.
لا توجد إحصاءات دقيقة عن عدد المصريين في إسرائيل بسبب غياب التوثيق الرسمي الشامل وحساسية الموضوع. في تصريح سابق، ذكر وزير الخارجية المصري سامح شكري أن عددهم قد يصل إلى حوالي 25 ألف فرد  وغالبية المصريين يعيشون في القرى والبلدات العربية داخل إسرائيل، مثل الناصرة والطيبة، حيث يندمجون مع المجتمع العربي الإسرائيلي. هذا الاندماج يعكس أوجه التشابه الثقافية واللغوية بينهم وبين الفلسطينيين الذين يحملون الجنسية الإسرائيلية.